# Colorado (álbum)
Colorado es el cuadragésimo álbum de estudio del músico canadiense Neil Young, publicado el 25 de octubre de 2019 por la compañía discográfica Reprise Records. El álbum supone el primer trabajo del músico con el grupo Crazy Horse en siete años, desde el lanzamiento de Americana y Psychedelic Pill en 2012, así como el primero con el guitarrista Nils Lofgren en sustitución de Frank "Poncho" Sampedro. Colorado fue precedido por el lanzamiento de «Milky Way» como primer sencillo y está dedicado a Elliot Roberts, mánager de Young desde 1967, que falleció el 21 de junio de 2019.

## Lista de canciones
Todas las canciones escritas y compuestas por Neil Young. 
| N.º   | Título                 | Duración |  |
| 1.    | «Think of Me»          | 3:02     |  |
| 2.    | «She Showed Me Love»   | 13:36    |  |
| 3.    | «Olden Days»           | 4:04     |  |
| 4.    | «Help Me Lose My Mind» | 4:14     |  |
| 5.    | «Green Is Blue»        | 3:48     |  |
| 6.    | «Shut It Down»         | 3:43     |  |
| 7.    | «Milky Way»            | 5:59     |  |
| 8.    | «Eternity»             | 2:43     |  |
| 9.    | «Rainbow of Colors»    | 3:35     |  |
| 10.   | «I Do»                 | 5:37     |  |
| 50:21 |                        |          |  |

## Personal
- Neil Young – voz, guitarra, piano, armónica.
- Nils Lofgren – guitarra, piano, pump organ y coros.
- Billy Talbot – bajo y coros.
- Ralph Molina – batería y coros.

## Posición en listas
| País                                | Posición |
| ----------------------------------- | -------- |
| Alemania (Media Control Charts)     | 6        |
| Australia (ARIA)                    | 19       |
| Austria (Ö3 Austria)                | 10       |
| Bélgica (Ultratop flamenca)         | 17       |
| Bélgica (Ultratop valona)           | 25       |
| Canadá (Billboard Canadian Albums)  | 83       |
| Países Bajos (Album Top 100)        | 21       |
| Estados Unidos (Billboard 200)      | 46       |
| España (PROMUSICAE)                 | 15       |
| Finlandia (Suomen Virallinen Lista) | 14       |
| Francia (SNEP)                      | 36       |
| Hungría (MAHASZ)                    | 3        |
| Irlanda (IRMA)                      | 23       |
| Italia (FIMI)                       | 36       |
| Nueva Zelanda (Recorded Music NZ)   | 40       |
| Noruega (VG-lista)                  | 5        |
| Portugal (AFP)                      | 28       |
| Suecia (Sverigetopplistan)          | 13       |
| Suiza (Schweizer Hitparade)         | 9        |
| Reino Unido (UK Albums Chart)       | 17       |